# Перфильев, Анатолий Александрович
Анато́лий Алекса́ндрович Перфи́льев (13 июля 1924, д. Кузьмадино, Ильинская волость, Юрьев-Польский уезд, Владимирская губерния — 10 марта 1944, Еланецкий район, Николаевская область) — командир миномётного взвода 273-го гвардейского стрелкового полка 89-й гвардейской Белгородско-Харьковской стрелковой дивизии 37-й армии Степного фронта, гвардии лейтенант, Герой Советского Союза (1944).

## Биография
Родился 13 июля 1924 года в семье крестьянина. Русский. Окончил 7 классов и школу ФЗУ на станции Хилок. В 1930-х годах семья переехала в город Александров Владимирской области. Окончил железнодорожную школу и среднюю школу в Александрове.
В рядах Красной Армии с 12 августа 1942 года. В марте 1943 года окончил Владимирское пехотное училище. На фронтах Великой Отечественной войны с апреля 1943 года. Участвовал в Курской битве, в Белгородско-Харьковской и Полтавско-Кременчугской наступательных операциях.
Гвардии лейтенант Перфильев Анатолий Александрович особо отличился в ходе битвы за Днепр. В ночь на 30 сентября 1943 года под огнём врага его взвод с передовым стрелковым батальоном переправился на правый берег Днепра в районе села Келеберда Кременчугского района Полтавской области. Миномётчики лейтенанта Анатолия Перфильева своим огнём поддерживали пехотинцев при захвате плацдарма и его удержании. 30 сентября и 1 октября 1943 года взвод подавил 4 огневые точки и истребил до 120 вражеских солдат и офицеров.
В одном из боёв 30 сентября на участке, где оборонялся миномётный взвод лейтенанта Анатолия Перфильева, немцы бросили в атаку до батальона пехоты при поддержке 7 танков. Врагу удалось потеснить наши стрелковые части и вплотную приблизиться к позициям миномётчиков. Когда противник был уже в 75-100 метрах, бойцы установили створы миномётов почти вертикально и продолжали вести точный огонь. Когда группа автоматчиков врага обошла позицию миномётчиков, Анатолий Перфильев повёл своих бойцов в контратаку. Миномётчики ворвались в ряды противника и в рукопашной схватке вынудили его бежать. На месте рукопашной схватки остались 16 трупов немецких солдат, причём четырёх немцев уничтожил лично командир взвода. В бою 2 октября 1943 года получил тяжёлое ранение.
Указом Президиума Верховного Совета СССР «О присвоении звания Героя Советского Союза генералам, офицерскому, сержантскому и рядовому составу Красной Армии» от 22 февраля 1944 года за «образцовое выполнение боевых заданий командования при форсировании реки Днепр, развитие боевых успехов на правом берегу реки и проявленные при этом отвагу и геройство» был удостоен звания Героя Советского Союза с вручением ордена Ленина и медали «Золотая Звезда».
После госпиталя вернулся в строй в ноябре 1943 года. Пропал без вести 10 марта 1944 года в ходе Березнеговато-Снигиревской наступательной операции на 3-м Украинском фронте в боях на территории Еланецкого района Николаевской области Украинской ССР.

## Память
- Его именем названы средние школы в городе Александров и в селе Кузьмадино Владимирской области.
- Его имя носят улицы в селе Кузьмадино, в Юрьев-Польском и Александрове.
- Мемориальная доска в память об Анатолии Перфильеве установлена Российским военно-историческим обществом на здании средней школы № 14 в Александрове, где он учился.